# كولاكانث غرب المحيط الهندي
كولاكانث غرب المحيط الهندي West Indian Ocean coelacanth  ( Latimeria chalumnae ) (يُعرف أحيانًا باسم كولاكانت   الأفريقي ،  ) هي نوع أسماك من أنواع كروس أوبتريغيان ،  و كولاكانت ، وهو ترتيب نادر من الفقاريات يرتبط ارتباطًا وثيقًا بالسمك الرئوي ورباعي الأرجل أكثر من ارتباطه بالأسماك ذات الزعانف العادية . الأنواع الأخرى الموجودة هي الكولاكانث الإندونيسي . لا تزال تعيش تلك الأسماك منذ نحو 175 مليون سنة ولم تتغير كثيرا ، فهي تعتبر أسماك حفرية حية.
عُرف سمك كولاكانت في غرب المحيط الهندي تاريخيًا من قبل الصيادين حول جزر القمر ومدغشقر وموزمبيق (حيث يُعرف باسم غومبيسا ) في غرب المحيط الهندي ،  ولكن تم التعرف عليه علميًا لأول مرة من عينة تم جمعها في جنوب أفريقيا عام 1938.
كان يُعتقد في الماضي أن سمكة الكولاكانث محفوظة تطوريًا في طبقات الأرض الجيولوجية ، لكن اكتشافها أظهر تنوعًا شكليًا بسيطا .  تم صيدها ووجد أنها ذات صبغة زرقاء زاهية ، وهي أشهر النوعين الموجودين من تلك الأسماك . تم تقييم النوعين على أنها مهددة بالانقراض على القائمة الحمراء للاتحاد الدولي لحفظ الطبيعة . 

## علم التشريح وعلم وظائف الأعضاء

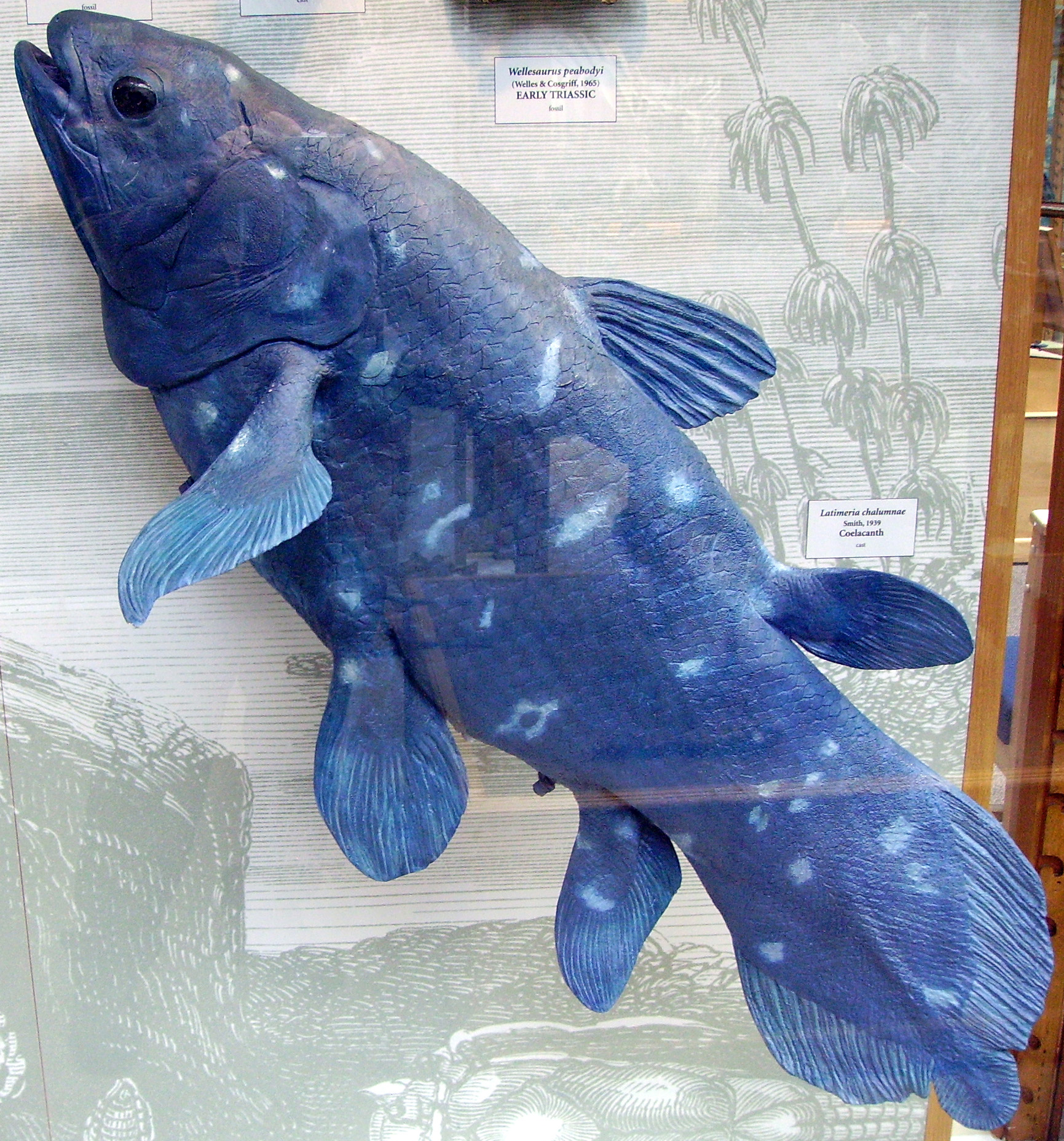
نموذج لاتيميريا كالومنيا في متحف جامعة أكسفورد للتاريخ الطبيعي

يبلغ متوسط وزن لاتيميريا كالومنيا 80 كجم (176 رطل) ، ويمكن أن تصل إلى 2 متر (6.5 قدم) في الطول. الإناث البالغات أكبر قليلاً من الذكور. يظهر هذا النوع من شوكيات الجوف لاتيميريا كالومنيا لونًا أزرق غامقا مع وجود بقع تستخدم في التمويه لصيد الفريسة. تشمل التعديلات التشريحية المماثلة وفرة خلايا الرؤية مثل القضبان للمساعدة في الرؤية عندما يكون الضوء محدودًا.  هذا بالإضافة إلى عيونها الكبيرة تساعد على الرؤية في المياه المظلمة كما هو الحال في غرب المحيط الهندي . 
على غرار الأسماك الغضروفية ، تحتوي لاتيميريا كالومنيا على غدة مستقيمة وغدة نخامية وبنكرياس ونخاع شوكي. لموازنة الضغط الأسموزي ، وتستخدم هذه الأسماك آلية فعالة لتنظيم التناضح عن طريق الاحتفاظ باليوريا في دمائها.
سمك لاتيميريا كالومنيا هي من الفصائل التي تبيض ، مما يعني أنها تحتفظ ببيضها داخليًا حتى تفقس. لديهم أيضًا خصوبة منخفضة بسبب فترة حملهم الطويلة التي تبلغ حوالي 12 شهرًا ، إلا أن سن نضجهم الجنسي غير معروف بالضبط. 

## الموطن والسلوك

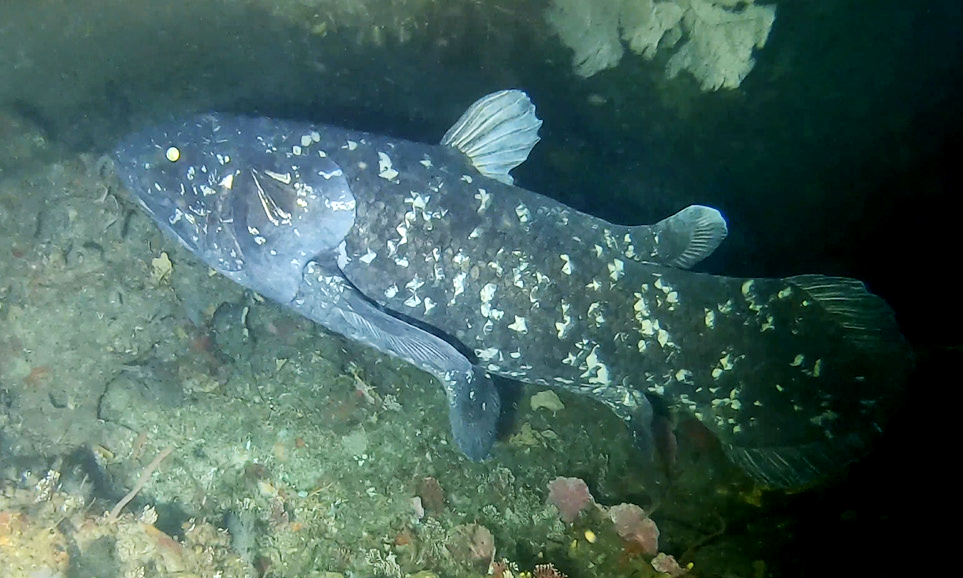
يعيش الكولاكانث على بعد 69 مترًا من بومولا على الساحل الجنوبي لكوازولو ناتال ، جنوب إفريقيا

عادة توجد شوكية الجوف لاتيميريا كالومنيا على عمق بين 180–210 م (590–690 قدم) ، ولكن يمكن العثور عليها أحيانًا على عمق 243 م (797 قدم)  وكذلك في مياه ضحلة حتى عمق 54 متر (177 قدم) . وتميل سمكة لاميرينيا كالامونيا إلى الإقامة في الكهوف تحت الماء ، والتي تكون أكثر شيوعًا في هذه الأعماق. قد يحد هذا من مدى عمقها الأقصى ، بالإضافة إلى وجود فريسة لغذائها.  من المعروف أنها تقضي النهار داخل كهوف الحمم البركانية ، وقد تكون أيضا لحمايتها من الحيوانات المفترسة ، وهي تستخدم مناطق التغذية المحيطة في الليل.  تعتبر أسماك الكولاكانث انتهازية في طعامها.  ومن المحتمل أن يلعب المفصل داخل الجمجمة والعضلات الأساسية المرتبطة به دورًا مهمًا في التغذية. 
وقد شوهد بعض الأفراد يؤدون "الوقوف على الرأس" كسلوك تغذية ، مما يسمح لأسماك الكولاكانث بالتخلص من الفريسة من الشقوق الموجودة داخل كهوف الحمم البركانية.  أصبح هذا السلوك ممكنًا نظرًا لقدرة الكولاكانث على تحريك فكه العلوي والسفلي ، وهي سمة فريدة في الفقاريات الموجودة التي لديها هياكل عظمية. 

## السكان والحفظ
تنتشر تلك أسماك لاتيميريا كالومنيا على نطاق واسع ولكن نادرًا أن توجد على حافة غرب المحيط الهندي ، أو من جنوب إفريقيا شمالًا على طول ساحل شرق إفريقيا ، وخاصة منطقة تانجا من تنزانيا إلى كينيا وجزر القمر ومدغشقر ، ويبدو أنها تتواجد في مستعمرات صغيرة. في عام 1991 ، تشير التقديرات إلى أن بين 2 - 5 من أسماك الكولاكانث تم صيدها عن طريق الخطأ كل عام من جراند كومورو ، مما يشكل حوالي 1 ٪ من مجموعتها .  وبين عامي 1991 - 1994 ، كان هناك ما يقدر بنحو 30 ٪ من إجمالي انخفاض أعداد سمك الكولاكانث.  في عام 1998 ، قُدِّر إجمالي عدد أسماك الكولاكانث في غرب المحيط الهندي بنحو 500 أو أقل ، وهو رقم من شأنه أن يهدد بقاء النوع.  بالقرب من جراند كومورو ، وهي جزيرة تقع شمال غرب مدغشقر ، يعيش فيها نحو 370 سمكة منها كحد أقصى.  تم إدراج لاتيميريا كالومنيا على أنها مهددة بالانقراض من قبل IUCN .  وفقًا لاتفاقية التجارة الدولية للأنواع المهددة بالانقراض ، تمت إضافة الكولاكانث إلى الملحق الأول (المهددة بالانقراض) في عام 1989. تحظر المعاهدة التجارة الدولية للأغراض التجارية وتنظم جميع التجارة ، بما في ذلك إرسال العينات إلى المتاحف ، من خلال نظام التصاريح.

## اكتشافها

### أول اكتشاف في جنوب إفريقيا

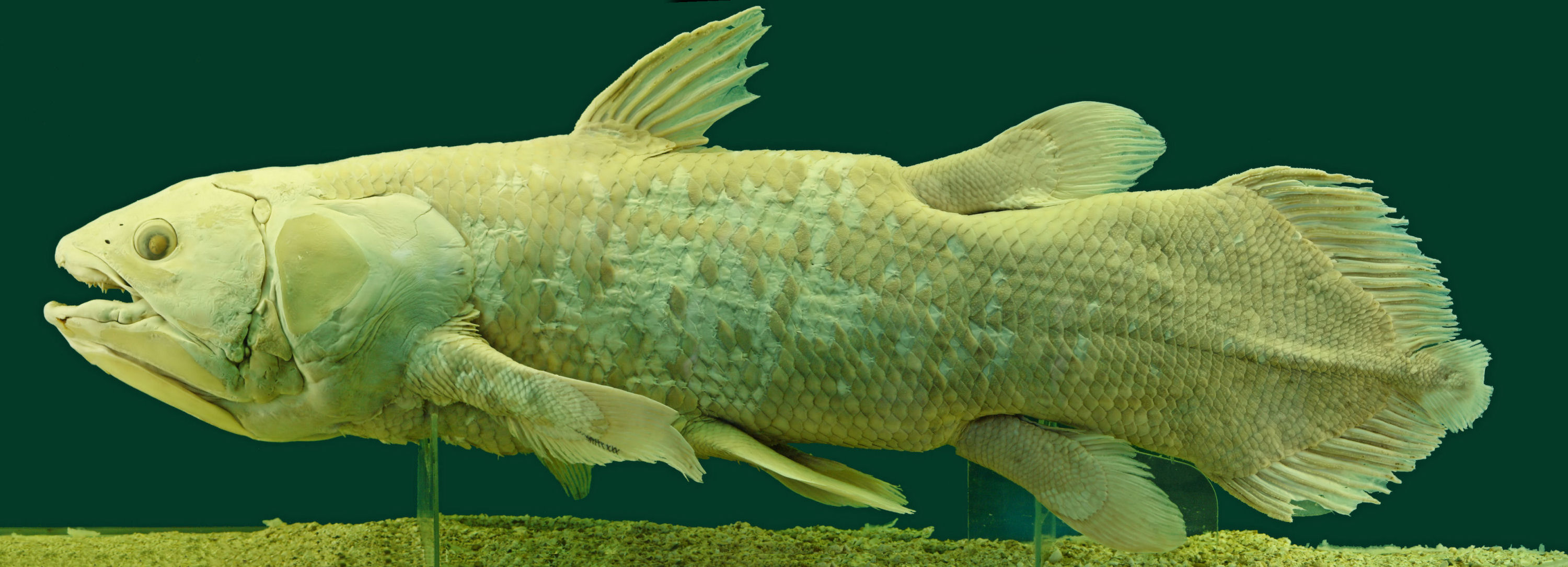
عينة محفوظة من لاتيميريا كالومنيا في متحف التاريخ الطبيعي ، فيينا ، النمسا [الطول: 170 cm - الوزن: 60 kg ]. تم صيد هذه العينة في 18 أكتوبر 1974 ، بجوار سليماني / سليماني (جراند كومورو ، جزر القمر)

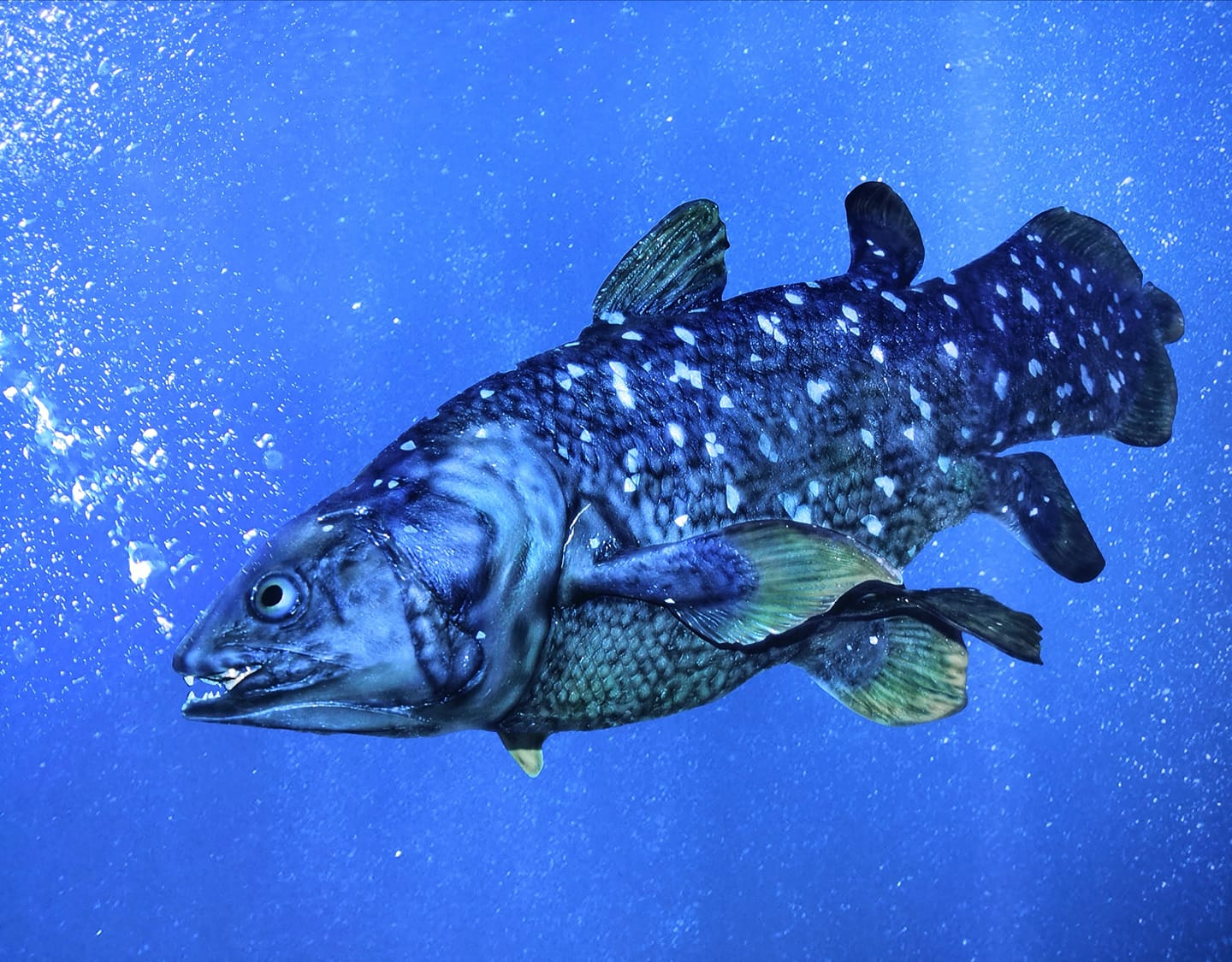
كولاكانث جزر القمر في جناح جزر القمر في إكسبو 2020 دبي

في 23 ديسمبر 1938 ، عاد هندريك جوسن ، قبطان سفينة الصيد نيرين ، إلى الميناء في شرق لندن ، جنوب إفريقيا ، بعد رمي شباك الصيد بين نهري كالومنا ونسيرأ . وكان يتراسل مع صديقته مارجوري لاتيمر ، أمينة متحف شرق لندن ، لمعرفة عما إذا كانت تريد الاطلاع على محتويات الصيد بحثًا عن أي شيء مثير للاهتمام ، وأخبرها عن السمكة الغريبة التي احتفظ بها جانبًا من أجل يريها إياها.  تظهر المراسلات في أرشيفات معهد جنوب إفريقيا للتنوع البيولوجي المائي (SAIAB ، المعروف سابقًا باسم معهد سميث لعلم الأسماك ) أن جوسن بذل قصارى جهده لتجنب أي ضرر لهذه السمكة وأمر طاقمه بتخصيصها لمتحف شرق لندن . أخبر هندريك جوسن لاحقًا كيف كانت السمكة زرقاء بلون الفولاذ عند رؤيتها لأول مرة ولكن بمرور الوقت حتى دخلت فيه السفينة ميناء شرق لندن بعد عدة ساعات ، أصبحت السمكة رمادية داكنة.
فشلت لاتيمر في العثور على وصف لهذا الكائن في أي من كتبها ، وحاولت الاتصال بصديقتها ، البروفيسور جيه إل بي سميث ، لكنه كان غير موجود بسبب عيد رأس السنة . فكانت غير قادرة على الحفاظ على السمكة ، وأرسلتها على مضض إلى محنط الحيوانات . وعندما عاد سميث ، أدرك على الفور أنها سمكة كولاكانث ، لا يعرفها العلم إلا من الأحافير. سمي سميث السمكة لاتيميريا كولومنيا تكريما لمارجوري لاتيمر وكذلك سميت المياه التي تم العثور عليها فيها. تلقى المكتشفان اعترافًا فوريًا ، وأصبحت السمكة تُعرف باسم " الحفرية الحية ". لا تزال سمكة كولاكانث منذ عام 1938 معروضًة في متحف شرق لندن بجنوب إفريقيا .
ومع ذلك ، نظرًا لأن العينة كانت محشوة ، لم تكن الخياشيم والهيكل العظمي متاحين للفحص ، وبالتالي لا يزال هناك بعض الشكوك حول ما إذا كانت هذه هي نفس النوع حقًا. بدأ سميث في البحث عن عينة ثانية قد تستغرق أكثر من عقد.
اكتشف لاحقًا أن سمك الكولاكانث في غرب المحيط الهندي معروف لدى الصيادين في جزر القمر الكبرى وجزر أنجوان ، حيث يسكن منحدرات على أعماق تتراوح بين 150 و 700 متر (500 و 2,300 ft) . 

### العينة الثانية ،مالانيا أنجوانا
تم التقاط عينة ثانية بزعنفة ظهرية مفقودة وزعنفة ذيل مشوهة في عام 1952 قبالة ساحل أنجوان ( جزر القمر ). في ذلك الوقت ، كان يُعتقد أنه نوع جديد ووضع في جنس جديد أيضًا ، مالانيا ، الذي سمي تشريفا لرئيس وزراء جنوب إفريقيا في ذلك الوقت ، دانيال فرانسوا مالان ، الذي لولا مساعدته لما تم حفظ العينة بعضلاتها وأعضائها الداخلية سليمة إلى حد ما.  ومنذ ذلك الحين تم قبولها على أنها لاتيميريا كالومنيا .

## التصنيف
يتم تخصيص كولاكانث غرب المحيط الهندي ( لاتيميريا كالومنيا) إلى جنس لاتيميريا ، الذي يشترك فيه مع نوع واحد آخر ، وهو الكولاكانث الإندونيسي .  في الفترة من سبتمبر 1997 إلى يوليو 1998 تم اكتشاف سمكتين من أسماك الكولاكانث قبالة ساحل جزيرة مانادو توا ، سولاويزي ، بإندونيسيا ، تختلف عن أسماك لاتيميريا كالومنيا المكتشفة بالقرب من جزر القمر. يمكن التعرف على سمك الكولاكانث الإندونيسي من خلال لونه الرمادي البني. 

## علم الوراثة
تم تعيين تسلسل جينوم لاتيميريا كالومنيا في عام 2013 لتوفير نظرة دقيقة عن تطور رباعي الأرجل.  كان يُعتقد منذ فترة طويلة أن الكولكانث هو أقرب الأقارب لأول رباعيات الأرجل على الأرض نظرًا لخصائص أجسامهم.  ومع ذلك ، فقد أثبت التسلسل الجيني أن أسماك الرئة هي في الواقع أقرب الأقارب لرباعي الأرجل.  تعيين التسلسل الكامل والتعليق التوضيحي متاح للرؤية في الإنترنت على متصفح الجينوم انسامبل Ensembl . 

## أنظر أيضا
- سمك الكولاكانث الإندونيسي
- شجرة ووليميا
- حفرية حية

## روابط خارجية
- شاهد جينوم الكولاكانث في غرب المحيط الهندي في Ensembl
- سمكة لوقتنا نسخة محفوظة 28 يناير 2014 على موقع واي باك مشين. في الحياة الذكية ، نوفمبر / ديسمبر 2013 ، بقلم سامانثا واينبرغ
- View the مجموعة جينوم